# Palemonins
Els palemonins (Palaemoninae) són una subfamília de crustacis decàpodes de l'infraordre Caridea sinònim de Palaemonidae segons WoRMS.

## Sistemàtica
Segons el llistat de la ITIS, està formada per 9 gèneres:
- Brachycarpus Bate, 1888
- Exopalaemon Holthuis, 1950
- Leander E. Desmarest, 1849
- Leptocarpus Holthuis, 1950
- Macrobrachium Bate, 1868
- Nematopalaemon Holthius, 1950
- Palaemon Weber, 1795 (incloent-hi Palaemonetes Heller, 1869)
- Urocaridella Borradaile, 1915

A la Mediterrània occidental, les espècies més comunes de palemònids pertanyen a la subfamília dels palemonins:
- Palaemon serratus, d'uns 10 cm de llarg i que en alguns llocs és de gran interès comercial. S'alimenta d'algues i petits crustacis i mol·luscs.
- Palaemon elegans, més abundant que l'anterior però més petita.
- Palaemonetes varians, d'hàbitat marí.
- Palaemonetes zariquieyi, prefereix les aigües salobres de les llacunes del litoral mediterrani o de zones com el Delta de l'Ebre.